# Cours (Rhône)
Cours ist eine französische Gemeinde im Département Rhône in der Region Auvergne-Rhône-Alpes. Sie entstand mit Wirkung vom 1. Januar 2016 als Commune nouvelle durch die Fusion von Cours-la-Ville, Pont-Trambouze und Thel. Diese sind seither Communes deleguées. Nachbargemeinden sind Écoche und Belmont-de-la-Loire im Norden, Ranchal und Saint-Vincent-de-Reins im Osten, Thizy-les-Bourgs im Süden sowie La Gresle, Sevelinges und Le Cergne im Westen.

## Gliederung
| Ortsteil                           | ehemaliger INSEE-Code | Fläche (km²) | Einwohnerzahl (2016) |
| ---------------------------------- | --------------------- | ------------ | -------------------- |
| Cours-la-Ville (Verwaltungssitz)00 | 69066                 | 19,48        | 3732                 |
| Pont-Trambouze                     | 69158                 | 04,06        | 0438                 |
| Thel                               | 69247                 | 10,27        | 0349                 |